# Campeonato Mundial Júnior de Patinação Artística no Gelo de 1988
O Campeonato Mundial Júnior de Patinação Artística no Gelo de 1988 foi a décima terceira edição do Campeonato Mundial Júnior de Patinação Artística no Gelo, um evento anual de patinação artística no gelo organizado pela União Internacional de Patinação (em inglês:  International Skating Union) onde os patinadores artísticos competem pelo título de campeão mundial júnior. A competição foi disputada entre os dias 8 de dezembro e 12 de dezembro de 1987, na cidade de Brisbane, Austrália.

## Eventos
- Individual masculino
- Individual feminino
- Duplas
- Dança no gelo

## Medalhistas
| Evento                        | Ouro                                                  | Prata                                                   | Bronze                                             |
| Individual masculino detalhes | Todd Eldredge · Estados Unidos                        | Viacheslav Zagorodniuk · União Soviética                | Yuri Tsimbaliuk · União Soviética                  |
| Individual feminino detalhes  | Kristi Yamaguchi · Estados Unidos                     | Junko Yaginuma · Japão                                  | Yukiko Kashihara · Japão                           |
| Duplas detalhes               | Kristi Yamaguchi · Rudy Galindo · Estados Unidos      | Evgenia Chernyshova · Dmitri Sukhanov · União Soviética | Yulia Liashenko · Andrei Bushkov · União Soviética |
| Dança no gelo detalhes        | Oksana Grishuk · Alexander Chichkov · União Soviética | Irina Antsiferova · Maxim Sevastianov · União Soviética | Maria Orlova · Oleg Ovsyannikov · União Soviética  |

## Resultados

### Individual masculino
| Pos.              | Nome                   | Nacionalidade   |
| ----------------- | ---------------------- | --------------- |
| Medalha de ouro   | Todd Eldredge          | Estados Unidos  |
| Medalha de prata  | Viacheslav Zagorodniuk | União Soviética |
| Medalha de bronze | Yuri Tsimbaliuk        | União Soviética |
| ...               |                        |                 |
| 9                 | Marcus Christensen     | Canadá          |
| ...               |                        |                 |
| 13                | Bernard Munger         | Canadá          |
| ...               |                        |                 |

### Individual feminino
| Pos.              | Nome             | Nacionalidade  |
| ----------------- | ---------------- | -------------- |
| Medalha de ouro   | Kristi Yamaguchi | Estados Unidos |
| Medalha de prata  | Junko Yaginuma   | Japão          |
| Medalha de bronze | Yukiko Kashihara | Japão          |
| 4                 |                  |                |
| 5                 | Judith Tartal    | Canadá         |
| 6                 |                  |                |
| 7                 | Margot Bion      | Canadá         |
| ...               |                  |                |

### Duplas
| Pos.              | Nome                                  | Nacionalidade   |
| ----------------- | ------------------------------------- | --------------- |
| Medalha de ouro   | Kristi Yamaguchi / Rudy Galindo       | Estados Unidos  |
| Medalha de prata  | Evgenia Chernyshova / Dmitri Sukhanov | União Soviética |
| Medalha de bronze | Yulia Liashenko / Andrei Bushkov      | União Soviética |
| ...               |                                       |                 |
| 7                 | Marie Fortin / Jean-Michel Bombardier | Canadá          |
| ...               |                                       |                 |

### Dança no gelo
| Pos.              | Nome                                  | Nacionalidade   |
| ----------------- | ------------------------------------- | --------------- |
| Medalha de ouro   | Oksana Grishuk / Alexander Chichkov   | União Soviética |
| Medalha de prata  | Irina Antsiferova / Maxim Sevastianov | União Soviética |
| Medalha de bronze | Maria Orlova / Oleg Ovsyannikov       | União Soviética |
| 4                 |                                       |                 |
| 5                 | Allison Maclean / Konrad Shaub        | Canadá          |
| ...               |                                       |                 |
| 11                | Brigitte Richer / Michel Brunet       | Canadá          |
| ...               |                                       |                 |

## Quadro de medalhas
| Ordem | País            | Medalha de ouro | Medalha de prata | Medalha de bronze |    | Ordem por total |
| ----- | --------------- | --------------- | ---------------- | ----------------- | -- | --------------- |
| 1     | Estados Unidos  | 3               |                  |                   | 3  | 2               |
| 2     | União Soviética | 1               | 3                | 3                 | 7  | 1               |
| 3     | Japão           |                 | 1                | 1                 | 2  | 3               |
| TOTAL | TOTAL           | 4               | 4                | 4                 | 12 | —               |